# Metropolitana di Vancouver
La metropolitana di Vancouver, chiamata Skytrain, è un sistema di trasporto rapido di massa che serve la relativa città canadese. Sono presenti tre linee, in parte sotterranee, specie in centro, e per il resto prevalentemente sopraelevate.
Questo sistema utilizza una tecnologia avanzata della Bombardier Rapid Transit, che consiste nel far percorrere al treno dei tratti di binari sopraelevati, da cui il nome. Il funzionamento di questo sistema è elettrico ed utilizza motori a induzione lineare, simili a quelli utilizzati nella linea 1 della metropolitana di Toronto.
Lo Skytrain è gestito dalla società British Columbia Rapid Transit sotto contratto con Translik, un'agenzia governativa di trasporto. L'ente responsabile del controllo del funzionamento è il Greater Vancouver Transportation Authority.

## Linee
| Linea            | Apertura | Lunghezza | Stazioni | Capolinea  | Capolinea          | Tempo  | Frequenza    | Frequenza          | Coincidenze  | Coincidenze  |
| Linea            | Apertura | Lunghezza | Stazioni | Capolinea  | Capolinea          | Tempo  | Ora di punta | Fuori ora di punta | Ora di punta | Ora di punta |
| ---------------- | -------- | --------- | -------- | ---------- | ------------------ | ------ | ------------ | ------------------ | ------------ | ------------ |
| Linea Expo       | 1985     | 28,9 km   | 20       | Waterfront | King George        | 39 min | 2–7 min      | 6–8 min            | 1,8 min      | 3–4 min      |
| Linea Millennium | 2002     | 42,1 km 1 | 29 1     | Waterfront | VCC–Clark          | 57 min | 5–4 min      | 6–8 min            | 1,8 min      | 3–4 min      |
| Linea Canada     | 2009     | 14,4 km2  | 13 2     | Waterfront | Richmond–Brighouse | 25 min | 7 min        | 7–20 min           | 3.5 min      | 3–5–10 min   |
| Linea Canada     | 2009     | 15,1 km2  | 13 2     | Waterfront | YVR–Airport        | 25 min | 7 min        | 7–20 min           | 3.5 min      | 3–5–10 min   |